# Staatsalmanak
De  Staatsalmanak voor het Koninkrijk der Nederlanden is een almanak die van 1859 tot 2003 in druk werd uitgegeven in opdracht van het ministerie van Binnenlandse Zaken op basis van het Besluit opnieuw jaarlijks uitgeven van een Staatsalmanak van 16 juli 1859. Voorgangers waren de Almanak van het Koninkrijk Holland (1806-1809) en de Almanak van het Koninkrijk der Nederlanden (1815-1830). Het Ministerie van Binnenlandse Zaken biedt de almanak sinds 2000 online aan.
De almanak wordt (bijna) jaarlijks gepubliceerd door de Sdu (voorheen de uitgeverijen Martinus Nijhoff en Gebroeders Van Kleef, alle te Den Haag). In dit boekwerk staan alle adressen van overheidsorganisaties en namen van de belangrijkste ambtenaren.
- Koninklijk Huis
- Regering
- Staten-Generaal
- Raad van State
- Rechtswezen
- Nederlandse Antillen
- Ministeries
- Provincies
- Gemeenten
- Samenwerkingsorganen
- Waterschappen
- Publiekrechtelijke bedrijfsorganisatie
- Zelfstandige bestuursorganen